# Zubizuri
Zubizuri (baskijski naziv za "bijeli most"), također zvan most Campo Volantin (španjolski:Puente del Campo Volantin),  pješački most preko rijeke Nervion u Bilbau, Španjolska. Dizajnirao ga je arhitekt Santiago Calatrava, most povezuje desnu obalu "Campo Volantin" te lijevu obalu Uribitarte. 

## Opis
Otvoren 1997. godine, most neobičnog dizajna sastoji se od zakrivljene staze koja je poduprta čeličnim visećim sajlama na nadzemnom luku. Struktura mosta je obojena u bijelo, a kolnik mosta sastoji se od prozirnih staklenih opeka. Pristupne rampe i stepenice nalaze se na obje obale. Zubizuri nudi pješacima praktičnu rutu od hotela do obližnjeg muzeja Guggenheim u Bilbau.

## Kritika
Most je također optužen za nepraktičnost: lokalno je poznat po staklenim ciglama postavljenim u pod, koje mogu postati skliske u vlažnoj gradskoj klimi.
Izvorni dizajn povezuje most na lijevoj obali s dokom Uribitarte, a ne s višom ulicom Alameda Mazarredo. Lokalne vlasti su privremeno postavile još jednu skelu koja spaja most i ulicu Mazarredo, ali su je uklonile zbog prosvjeda Calatrave.
Godine 2006. lokalne su vlasti ovlastile japanskog arhitekta Arata Isozaki da podigne novu stazu od mosta do gradilišta tornjeva Isozaki Atea. Calatrava je 2007. odgovorio tužbom protiv Bilbaa za moralna prava na integritet svoje kreacije (dio intelektualnog vlasništva prema španjolskom zakonu o autorskim pravima), gdje je bila prerezana metalna šipka. Gradonačelnik Bilbaa, Iñaki Azkuna, uz potporu svojih kolega vijećnika tvrdio je da su prava vlasnika (Bilbao) ispred prava arhitekta. Također je primijetio poskliznuća i padove korisnika mostova, te troškove zamjene razbijenih staklenih ploča (6 000 eura godišnje prema oporbenom govorniku Antoniju Basagoitiju,  250 000 eura u deset godina prema općinskom izvješću). Pravnici i lokalni arhitekti podržali su stav gradonačelnika, držeći da izmjene ne utječu na Calatravina prava.
U studenom 2007. sudac se složio da je došlo do povrede moralnih prava kreatora, ali je dao prednost lokalnom vijeću i dopustio da Isozakijeva veza ostane.l Calatrava je najavio svoju namjeru žalbe na odluku. U ožujku 2009. viši sud je Calatravi dodijelio 30.000 eura odštete.